# Język sambal
Język sambal (sambali) – język austronezyjski z grupy języków filipińskich, używany w prowincji Zambales na Filipinach. Według danych z 2000 r. posługuje się nim 70 tys. osób.
W użyciu jest także język filipiński, a w mniejszym zakresie również cebuański.
Jest zapisywany alfabetem łacińskim, przy użyciu ortografii wzorowanej na filipińskiej.
Wczesne informacje nt. tego języka zostały opublikowane w 1601 r. (stał się zatem pierwszym językiem Filipin, któremu poświęcono opracowanie gramatyczne).